# サクラ大戦2 〜君、死にたもうことなかれ〜
『サクラ大戦2 〜君、死にたもうことなかれ〜』（サクラたいせん2 きみ、しにたもうことなかれ）は、株式会社セガが1998年4月4日に発売したセガサターン用ゲームソフト。サクラ大戦シリーズのナンバリングタイトル第2作目。Production I.Gがアニメーション制作を手掛けている。
セガサターン版の発売後、2000年9月21日にドリームキャスト版、2001年3月1日にPC版がそれぞれ発売。また2006年3月9日には、第1作と第2作の両方を収録したPlayStation Portable用ソフト『サクラ大戦1&2』が発売された。

## 概要
舞台は前作『サクラ大戦』に続き帝都（東京）、敵対する組織は「黒鬼会」となる。
帝都の平和を守る帝国華撃団の活躍を描いた『サクラ大戦』の続編。主人公の大神一郎は真宮寺さくらをはじめとする帝劇のメンバーと共に悪の秘密結社、黒鬼会と戦うことになる。前作と同じように恋愛アドベンチャーと戦術シミュレーションを交互にこなして進むゲームシステムとなっている。
花組隊員は新たにソレッタ・織姫、レニ・ミルヒシュトラーセの2名が加わり、ヒロイン総数は8名となった。グラフィックやムービーの大幅な進化や、大神性格ゲージ、風林火山・協力攻撃など、後の続編にも採用されたゲームシステムが追加されている。また、前作のクリアデータが保存されている場合、それを取り込むことで、前作で攻略したヒロインのエンディングとの連続性を意識したストーリー展開を楽しむこともできる。
広井王子が『GHOST IN THE SHELL / 攻殻機動隊』を見て「こういうオープニングを作りたい」とProduction I.Gにアニメ制作を依頼した。
本作はシリーズ最大の売上（50万本）を記録。
なお、サブタイトル「君、死にたもうことなかれ」は、与謝野晶子の詩からの引用。
これは前作の最終話の展開を受けてのサブタイトルである。

## ストーリー
黒之巣会との戦いから1年が過ぎた太正十四年の春。海軍で1年間の演習航海を終えて帰国した大神一郎は、再び帝国華撃団・花組の隊長就任を命じられる。懐かしの大帝国劇場へ戻ってきたが、花組メンバーの多くは出張等で不在。新しく加入した隊員には初対面で嫌われてしまうなど、快調とは言い難い滑り出しであった。
そんな中、劇場内に緊急警報が鳴り響く。久々に出撃した大神たちの前に現れたのは、かつての宿敵・葵叉丹。今、新たなる敵「黒鬼会」との戦いの幕が上がろうとしていた。

## ゲームシステム

### アドベンチャーパート
本作には「大神性格ゲージ」があり、LIPS・行動等の選択によって大神の性格が硬派か軟派に変わり、また性格によって選択肢を選んだ結果に差がでるようになっている。

### 戦闘パート
本作から隊長命令として作戦「風林火山」が導入された。花組全機の能力値の傾向を移動力重視の「風」、バランス重視の「林」、攻撃力重視の「火」、防御力重視の「山」から選び、随時変更しながら戦える。また、前作のクリティカルに代わり「協力攻撃」が存在し、攻撃範囲の重なる仲間が支援して通常より大きなダメージを与えられる。発動の確立は各戦闘パートごとに異なる。

#### 必殺攻撃・合体攻撃
1. 光武・改搭乗時の必殺攻撃
2. 天武搭乗時の必殺攻撃
3. 光武・改（弐）搭乗時の必殺攻撃
4. 合体攻撃
5. ヒロイン合体攻撃

真宮寺さくら
1. 破邪剣征・桜花霧翔（はじゃけんせい おうかむしょう）
  - 刀を振り下ろし、発せられる衝撃波で一直線上の敵を薙ぎ払う。建物や段差を越えて攻撃はできない。射程は正面5マス。

2. 破邪剣征・百花斉放（はじゃけんせい ひゃっかせいほう）
  - 攻撃範囲の幅は1マスのままだが、射程が無制限となる。

3. 破邪剣征・桜花爛漫（はじゃけんせい おうからんまん）
  - 攻撃範囲の幅が正面と左右1マス、計3マスに拡がる。

4. 破邪剣征・桜花天舞（はじゃけんせい おうかてんぶ）
5. ふたりは……さくら色……（ふたりは……さくらいろ……）

神崎すみれ
1. 神崎風塵流・連雀の舞（かんざきふうじんりゅう れんじゃくのまい）
  - 自機を中心とした周囲各3マスに炎を発する。建物や段差の向こう側の敵も攻撃できる。

2. 神崎風塵流・飛竜の舞（かんざきふうじんりゅう ひりゅうのまい）
  - 攻撃範囲が周囲各4マスに拡がる。

3. 神崎風塵流・不死鳥の舞（かんざきふうじんりゅう ふしちょうのまい）
  - 攻撃範囲が周囲各5マスに拡がる。

4. 神崎風塵流・紫仙燕子花（かんざきふうじんりゅう しせんかきつばた）
5. ふたりの愛は永遠に……（ふたりのあいはえいえんに……）

マリア・タチバナ
1. ピーカヴァヤ・ダーマ
  - 直線上の1 - 5マス先の敵（単体）を狙い撃ち、ダメージを与える。技名はロシア語で「スペードの女王」の意味。

2. トロイーツァ
  - 直線上の1 - 5マス先の敵と周囲1マスにダメージを与える。技名は「三位一体」の意味。

3. シェルクーンチク
  - 直線上の1 - 5マス先の敵と周囲2マスにダメージを与える。技名は「くるみ割り人形」の意味。

4. スミィエールヌィ・ターニェツ
  - 技名は「死の踊り」の意味。

5. 眠れぬ夜のスィリナーダ
  - 技名のスィリナーダは「夜想曲」の意味。

アイリス
1. イリス プティ・ジャンポール
  - 自機を中心とした周囲2マスの味方機の耐久力を完全回復する。技名はフランス語で「アイリスの小さなジャンポール」の意味。

2. イリス ポワット・ド・スクール
  - 有効範囲が周囲3マスに拡がり、回復量も増す。技名は「アイリスの救急箱」の意味。

3. イリス グラン・ジャンポール
  - 有効範囲が周囲4マスになる。回復量が少ないのは光武・改の耐久力が天武やアイゼンクライトより低いため。技名は「アイリスの巨大なジャンポール」の意味。

4. イリス・アデュルト
5. ジュテーム・モナムール

李紅蘭
1. 雀牌ロボ（じゃんぱいろぼ）
  - 射程が周囲4マスで、射程内の敵（単体）にダメージを与える。

2. 球電ロボ（きゅうでんろぼ）
  - 射程が周囲4マスで、射程内の敵（単体）とその周囲1マスにダメージを与える。

3. 聖獣ロボ・改（せいじゅうろぼ かい）
  - 射程が周囲4マスで、射程内の敵（単体）とその周囲2マスにダメージを与える。前作と似たコミカルなメカをけしかける演出。

4. 超絶 猛火赤竜咬翔（ちょうぜつ もうかせきりゅうこうしょう）
5. 我・愛・尓（うぉー・あい・にー）

桐島カンナ
1. 三進転掌（さんちんてんしょう）
  - 隣接する敵（単体）に強烈な攻撃を叩き込む。

2. 鷺牌五段（ろうはいごだん）
  - 隣接する周囲1マス（前後左右）に強烈な攻撃を浴びせる。

3. 三十六掌（さんせいるうしょう）
  - 攻撃範囲が周囲2マスに拡がる。

4. 征遠鎮（せいえんちん）
5. 君と歩もう、純情一路（きみとあゆもう、じゅんじょういちろ）

ソレッタ・織姫
1. クアットロ・スタジオーニ
  - 指先から発する赤い光線で、周囲1 - 3マス先の敵とその周囲1マスにダメージを与える。技名はイタリア語で「四季」の意味。

2. イル・フラウト・マジーコ
  - 周囲1 - 3マス先の敵とその周囲2マスにダメージを与える。技名は「魔笛」の意味。

3. ヴィアッジョ・ローズ
  - 周囲1 - 3マス先の敵とその周囲3マスにダメージを与える。技名は「野薔薇」の意味。

4. カンツォーネ
5. シンフォニーア

レニ・ミルヒシュトラーセ
1. ダス・ラインゴルト
  - 直線上1 - 3マス先の敵1体を槍で攻撃する。技名はドイツ語で「ラインの黄金」の意味。

2. ディ・ワリキューレ
  - 直線上3マスの敵全てにダメージを与える。技名は「戦いの女神」の意味。

3. ジークフリード
  - 攻撃範囲の幅が正面と左右1マス、計3マスに広がる。技名は「英雄」の意味。

4. ゴッターデンメルング
  - 技名は「神々の黄昏」の意味。

5. エアレーズング

大神一郎
1. 狼虎滅却・天地一矢（ろうこめっきゃく てんちいっし）
  - 隣接する敵（単体）に強烈な斬撃を浴びせる。

2. 狼虎滅却・三刃成虎（ろうこめっきゃく さんじんせいこ）
  - 隣接する敵（単体）に斬撃を浴びせる。大神の必殺攻撃はすべて単体が対象となる。

3. 狼虎滅却・天狼転化（ろうこめっきゃく てんろうてんげ）
  - 隣接する敵（単体）を攻撃。白い狼が出現する演出がある。

### ミニゲーム
明日に向かって斬れ！
さくらのミニゲーム。中庭で、巻藁を居合切りする練習を行う。
舞ガール
すみれのミニゲーム。舞台で踊るすみれに向かい、常にスポットライトを当て続ける。
雨に歩けば
マリアのミニゲーム。雨と強風の中で、水たまりに入らないように歩き帝劇に帰りつく。
帝都の休日
アイリスのミニゲーム。祭りにおいて、アイリスを露店及びチンドン屋に連れて行く。
鳥！
紅蘭のミニゲーム。大切に育てたトマトを守るため、煙玉を投げてトマトを狙うカラスを追い払う。『ミサイルコマンド』のパロディとなっている。
クライマー・クライマー
カンナのミニゲーム。帝劇の屋根を直すため、障害物のある屋根裏部屋を早く通り抜ける。
ピアノ・レッスン？
織姫のミニゲーム。織姫が奏でる音符を正しい位置に誘導する。
おジョーズ！
レニのミニゲーム。機雷が浮き沈みするプールの中、それらを避けて標的を捕まえる。
トランプ大戦
「帝劇の長い1日」で遊ぶことができる。第五話におけるミニゲームであるトランプの大富豪を花組全員と行う。

## スタッフ
- 原作 - 広井王子
- 脚本 - あかほりさとる
- キャラクター原案 - 藤島康介
- キャラクターデザイン - 松原秀典
- 音楽 - 田中公平
- 総作画監督 - 亀井幹太
- 作画監督 - 海谷敏久、佐々木守、山川吉樹、後藤隆幸
- アニメーションプロデューサー - 寺川英和
- 監督・コンテ・演出 - 高木真司
- アニメーション制作 - Production I.G

## 主題歌
OP「檄!帝国華撃団（改）」
作詞 - 広井王子、作曲 - 田中公平、編曲 - 岸村正実、歌 - 横山智佐、富沢美智恵、高乃麗&帝国歌劇団
ED「夢のつづき」
作詞 - 広井王子、作曲 - 田中公平、編曲 - 根岸貴幸、歌 - 帝国歌劇団